# Picconia manca
Picconia manca là một loài ruồi trong họ Tachinidae.